# 2K12 Kub
2K12 „Kub“ (V kódu NATO SA-6 „Gainful“) je pozemní samohybný taktický protiletadlový raketový komplet krátkého dosahu určený především k ničení letadel, vrtulníků a řízených střel s plochou dráhou letu v malých a středních výškách. Vývoj kompletu 2K12 KUB započal v SSSR koncem 50. let, v roce 1967 byl systém zaveden do výzbroje sovětské armády a následně do ostatních armád východního bloku.

## Vývoj
Vývoj systému 2K12 Kub započal v SSSR v roku 1958. Vozidlo mělo být schopno ničit cíle letící rychlostí od 420 až do 600 m/s, pohybující se ve výšce do 7 000 metrů a schopné provozu v teplotách od -40 do +50 °C. Nejvyšší nadmořská výška pro provoz stroje je 3 000 metrů.
Základní jednotkou je protiletadlová taktická baterie. Baterie odpalovacích zařízení 2K12 se skládá z několika pásových vozidel. Tvoří ji jeden řídící a naváděcí radiolokátor 1S91 (SURN, v kódu NATO Straight Flush) s dosahem 75 km. Jedná se obvykle o vozidlo na podvozku GM-568. Baterie bývá vybavena 4 odpalovacími zařízeními na pásových podvozcích GM-578 a 4 nákladními automobily, z nichž každý nese 3 další rakety a jeřáb. Zařízení 2K12 Kub používají rakety 3М9 a jejich modifikace.

## Služba

### Jomkipurská válka
Egyptské a syrské systémy 2K12 izraelskou armádu v jomkipurské válce v roce 1973 překvapily, protože ta byla zvyklá mít nad bitevním polem vzdušnou převahu. Vysoce mobilní 2K12 si na pomalejších letounech A-4 Skyhawk a dokonce i na F-4 Phantom II, vybraly svou daň, kdy vytvářely ochranný deštník, dokud je nebylo možné odstranit. Radarové výstražné přijímače na izraelských letounech pilota neupozornily na skutečnost, že byl zachycen radarem. 2K12 dosáhl dobrých výsledků podle rozhovoru mezi izraelským generálem Peledem a Henry Kissingerem a byl hlavní protivzdušnou střelou v egyptském inventáři způsobující izraelské ztráty následované systémem 9K32 Strela-2.
Výborné výkony zbraně v nízkých nadmořských výškách a jeho nový částečně aktivní vyhledávač vedly k mnohem vyšší úspěšnosti ve srovnání s dřívějšími systémy S-75 Dvina a S-125 Něva. Zatímco přesné ztráty jsou nadále předmětem debat, je obvykle uváděno přibližně 40 letadel jako ztracených zásahem protiletadlového raketového kompletu a 2K12 Kub se ze tří nasazených zbraní ukázal jako nejúčinnější. V následných konfliktech už však jeho výkon nebyl takový, protože získané zkušenosti vedly k vývoji účinných protiopatření.

### První libanonská válka

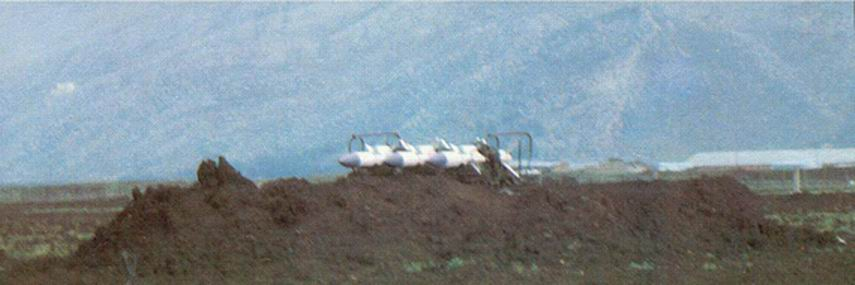
Syrský 2K12 Kub nedaleko silnice mezi Bejrútem a Damaškem a výhledem na údolí Bikáa na začátku roku 1982.

Syřané rozmístili systémy 2K12 Kub také v Libanonu v roce 1981 poté, co Izraelci poblíž Zahlé sestřelili syrské helikoptéry. Baterie byly umístěny v údolí Bikáa poblíž silnice mezi Bejrútem a Damaškem. Byly blízko stávajícího syrského systému protivzdušné obrany, ale do něj nemohly být plně integrovány. Počátkem libanonské války v roce 1982 se izraelské letectvo soustředilo na potlačení hrozby PLRK v údolí Bikáa a zahájilo operaci Mole Cricket 19. Výsledkem byl naprostý úspěch. Během jednoho dne bylo zničeno několik baterií 2K12 Kub a systémy S-75 a S-125. Zatímco vlastní syrská protivzdušná obrana zůstala do značné míry nedotčena, její síly v Libanonu byly po zbytek války vystaveny útokům izraelských útočných letadel.

### Polsko
19. srpna 2003 bylo během cvičných střeleb přibližně 21 kilometrů od města Ustka sestřeleno nešťastnou náhodou polskou baterií polské bojové letadlo Suchoj Su-22M4K. Pilot, podplukovník Andrzej Andrzejewski, se stihl katapultovat a dvě hodiny po události byl vyloven z moře. Později 23. ledna 2008 zahynul během havárie letadla CASA C-295M.

## Technické parametry

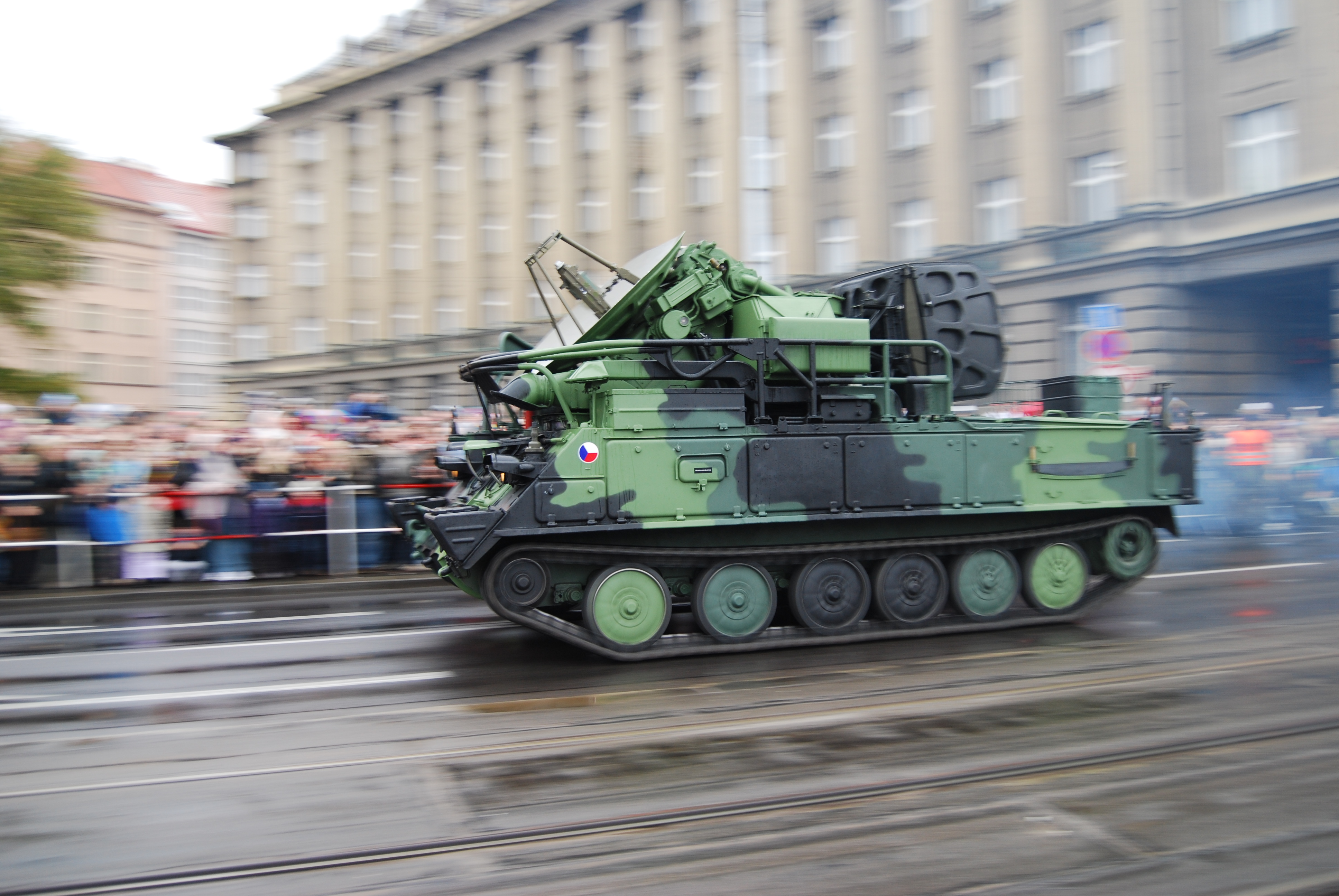
Radiolokátor 2K12 M2

- Maximální účinný dosah střelby: +- 23,5 km (dle použitých raket)
- Motor: dvoustupňový pulzní na tuhé pohonné hmoty
- Naváděcí soustava: poloaktivní radiolokační
- Druh bojové části: vysoce explozívní tříštivá trhavá s fragmentovaným jádrem
- Hmotnost bojové části: 59 kg
- Délka: 5,8 m
- Průměr těla: 0,34 m
- Celková hmotnost: 600 kg